# Scarlett Johansson
Scarlett Ingrid Johansson, ameriška filmska, televizijska in gledališka igralka, pevka ter tekstopiska, * 22. november 1984, New York, New York, Združene države Amerike.
Svoj prvi film je Scarlett Johansson posnela leta 1994 in sicer film z naslovom North, kasneje pa je bila nominirana za nagrado Independent Spirit Award za najboljšo glavno žensko vlogo in sicer za svoj nastop v filmu Mladoletnici na begu. Svoj preboj je doživela leta 1998, ko je igrala v filmu Šepetati konjem. Njen drugi pomembnejši film, film Svet Duhov iz leta 2001, je dobil v glavnem negativne kritike, vendar je Scarlett Johansson zanj vseeno dobila nagrado Chlotrudis Award za najboljšo stransko igralko.
Prehod v filme za odrasle je naredila, ko se je poleg igralca Billa Murrayja leta 2004 pojavila v filmu režiserke Sofie Coppola, Zgubljeno s prevodom. Za svoj nastop v tem filmu je prejela nagrado BAFTA Award za najboljšo igralko v glavni vlogi, kritiki pa so njen nastop v glavnem hvalili. Igrala je tudi v filmu Dekle z bisernim uhanom, ki ji je leta 2003 prislužil dve nominaciji za nagrado Zlati globus. Z vlogo v filmu Ljubezenska pesem za Bobbyja Longa si je prislužila tretjo nominacijo za Zlati globus v svoji karieri in sicer v kategoriji za »najboljšo igralko v dramskem filmu«. Po pojavu v filmu Otok so kritiki Scarlett Johansson ponovno začeli hvaliti, za vlogo v filmu Woodyja Allena, Zadnji udarec, pa je dobila četrto nominacijo za Zlati globus in sicer za najboljšo stransko igralko v filmu. Temu je sledil še en film Woodyja Allena, in sicer film z naslovom Scoop s Hughom Jackmanom. Nato je igrala v filmu Briana de Palme, Črna dalija, temu pa je sledil njen drugi film, posnet v sodelovanju s Hughom Jackmanom, in sicer film Skrivnostna sled, v katerem je igral tudi Christian Bale.
Po letu 2007, ko je Scarlett Johansson igrala v filmu Varuškin dnevnik, je leta 2008 dobila vlogo Mary Boleyn v filmu Druga sestra Boleyn poleg Natalie Portman in Erica Bane, ki pa je bila precej različna od njenih prejšnjih vlog. Poleg Javierja Bardema in Penélope Cruz je igrala tudi v filmu Woodyja Allena, Ljubezen v Barceloni. Za film Mu pač ni do tebe, v katerem je igrala leta 2009, je v glavnem prejela pozitivne kritike, kot Black Widow pa se je poleg  Roberta Downeyja ml. in Samuela L. Jacksona pojavila v filmu Iron Man 2. ett Johansson, album z naslovom Anywhere I Lay My Head, ki je vključeval tudi pesmi Toma Waitsa. Njen drugi glasbeni album, Break Up, ki je nastal v sodelovanju s Peteom Yornom, je izšel septembra leta 2009.
Leta 2021 je izšel film Črna vdova v katerem ima Scarlett Johansson glavno vlogo kot Nataša Romanoff. 

## Zgodnje življenje
Scarlett Ingrid Johansson se je rodila 22. novembra leta 1984 v New Yorkju, New York, Združene države Amerike očetu Karstenu Johanssonu, arhitektu danskega porekla in mami Melanie Sloan, ki prihaja iz družine Aškenazi Judov iz Bronxa, sama pa je po poklicu producentka. Njen dedek je bil Ejner Johansson, scenarist in režiser. Njena starša sta se spoznala na Danskem, kjer je živela babica Scarlett Johansson, Dorothy, bivša knjižničarka in osnovnošolska učiteljica. Scarlett Johansson ima tudi starejšo sestro Vanesso ki je igralka; starejšega brata Adriana; brata dvojčka Hunterja (ki se je pojavil v filmu Mladoletnici na begu s Scarlett Johansson); in polbrata Christiana iz očetovega prejšnjega zakona.
Scarlett Johansson je odrasla v gospodinjstvu z »malo denarja«, ter mamo, ki je bila »nora na filme.« Ona in njen brat dvojček, Hunter, sta se šolala na osnovni šoli P.S. 41 v Greenwich Villageu. Scarlett Johansson se je začela učiti igralstva leta 2002, ko se je šolala na šoli Professional Children's School v Manhattanu.

## Igralska kariera

### Prve vloge
Scarlett Johansson je že v otroštvu pričela z igranjem, saj jo je njena mama že od malega vodila na razne avdicije. V starosti devet let se je pojavila v fantazijski komediji North kot hčerka Johna Ritterja. Po nekaj manjših filmskih vlogah leta 1995 in sicer v filmih, kot so Utemeljeni sum kot hčerka Seana Conneryja in Kate Capshaw ter v filmu iz leta 1996, If Lucy Fell, je Scarlett Johansson dobila vlogo Amande v filmu Lise Krueger, Mladoletnici na begu. Za ta film je Scarlett Johansson prejela nagrado Independent Spirit Award za najboljšo glavno žensko vlogo ter mnogo pohval s strani kritikov. Eden izmed kritikov je napisal: »Film zraste pri tebi, kar je velika zasluga očarljivost … Scarlett Johansson«, med tem ko je kritik za San Francisco Chronicle, Mick LaSalle, pohvalil njeno »mirno avro« ter napovedal, da »če bo prišla skozi puberteto s to nemoteno avro, bo postala pomembna igralka.«
Leta 1997 je imela Scarlett Johansson nekaj manjših vlog v filmih, kot sta Sam doma 3 in Fall, je ponovno pritegnila pozornost kritikov leta 1998 z vlogo v filmu Šepetati konjem, ki ga je režiral Robert Redford. Za vlogo v tem filmu je prejela nominacijo za nagrado Chicago Film Critics Association Award za najbolj obetavnega novinca. Leta 1998 je odšla tudi na avdicijo za glavno vlogo v filmu Past za starše, ki pa je ni dobila: vlogo dvojčic je kasneje odigrala Lindsay Lohan. Leta 1999 se je pojavila v filmu My Brother the Pig in filmu bratov Coen, Mož, ki ga ni bilo ter v videospotu za pesem Mandy Moore, »Candy«. Kljub temu, da film ni zaslužil veliko, je Scarlett Johansson za svojo vlogo v filmu Svet duhov iz leta 2001 prejela mnogo pohval s strani kritikov, ki so ta nastop označili za njen »preboj«. V dobro so ji šteli »občutljivost in talent, ki je za njeno starost naravnost neverjeten,« dobila pa je tudi nagrado Chlotrudis za najboljšo stransko igralko in nagrado Toronto Film Critics Association Awards za najboljšo stransko igralko ter bila nominirana za nagrado Online Film Critics Society Award za najboljšo stransko igralko. Leta 2002 se je Scarlett Johansson poleg Davida Arquetteja pojavila v filmu Pajki napadajo.

### Odrasle vloge
Scarlett Johansson je prvo odraslo vlogo dobila, ko je igrala v filmu Sofie Coppola z naslovom Zgubljeno s prevodom, kjer je poleg Billa Murrayja igrala mlado žensko po imenu Charlotte. Kritik Roger Ebert je Murrayja in Johanssonovo ter film sam pohvalil, ko je napisal, da je vse skupaj »ljubko in žalostno hkrati kot tudi zajedljivo in smešno.« O njenem nastopu je kritik napisal tudi, da »pomirja in razvedri,« revija New York Times pa je objavila: »V starosti 18 let igralka ne uide vlogam, kot so 25-letnice, kjer mora uporabiti svoj hripavi glas … gdč. Johansson v nastopanju sicer ni tako izvedena kot g. Murray, vendar je ga. Coppola obšla to in poudarila Charlotteino preprostost in radovednost kot glavni lastnosti njenega lika.« Scarlett Johansson si je s tem filmom prislužila nagrado BAFTA Award za najboljšo glavno igralko in nagrado Boston Society of Film Critics Award za najboljšo igralko ter bila nominirana za Zlati globus v kategoriji za »najboljšo igralko v muzikalu ali komičnem filmu«. S strani raznih organizacij filmskih kritikov je prejela še mnoge druge nagrade, vključno z nagradami, kot so Broadcast Film Critics Association za najboljšo stransko igralko, Chicago Film Critics Association za najboljšo igralko, Phoenix Film Critics Society za najboljšo igralko in Chlotrudis Awards za najboljšo igralko.
Scarlett Johansson je dobila vlogo Griet v filmu Petra Webbra z naslovom Dekle z bisernim uhanom. Povedali so, da »se je občinstvo počutilo, kot da vohuni za trenutkom umetniškega navdiha, ko se slikar Vermeer odloči za naslov svoje slike,« je USA Today pohvalil Scarlett samo, saj naj bi imela »dobro leto, občinstvo pa bi jo moralo spoznati.« V svoji oceni filma je kritik za revijo the New Yorker, Anthony Lane napisal: »Kar Webberjev film ohranja živ, je vsa ta napetost … in - najbolj od vsega - nastop Scarlett Johansson. Pogosto je brez besed, blizu zaslonu, vendar počaka na napetost; to je v vsakem pogledu njen film, ne Vermeerjev.« Owen Gleiberman je za Entertainment Weekly pohvalil njen »skorajda tih nastop«, kar je razložil z besedami: »Prepletanje izrazov na njenem obrazu označujejo strah, nevednost, radovednost in privlačnost, kar je zelo dramatično.« Organizaciji Hollywood Foreign Press Association in British Academy of Film and Television Arts sta se strinjali, da bosta Johanessovo nominirali za nagrado zlati globus za najboljšo igralko v dramskem filmu in za nagrado BAFTA Award za najboljšo glavno igralko. Nominirana je bila tudi za nagrade London Film Critics' Circle za najboljšo igralko, Phoenix Film Critics Society za najboljšo igralko in British Independent Film Awards za najboljšo igralko.
Junija 2004 je prejela povabilo za članstvo v Akademiji umetnosti in znanosti gibljivih slik. V istem letu je imela glasovno vlogo v animiranem filmu Spužvak Robi kvadrohlač in igrala v filmski upodobitvi romana Oscarja Wildea, Lady Windermere's Fan, z naslovom Zapeljivka poleg Helen Hunt in Toma Wilkinsona. Zapeljivka je zaslužila veliko denarja, hkrati pa dobivala v glavnem dobre ocene s strani kritikov. Film, ki je v Združenih državah Amerike izšel v omejeni izdaji, so opisali kot »Hollywoodsko nezakonitost, ki misli tudi na prilagajanje zaslonom« z »bolečim razkorakom med britanskimi igralci (Tom Wilkinson in Stephen Campbell Moore), ki so zadovoljni z Wildeovimi aforizami … in američani, kot sta Helen Hunt in Scarlett Johansson, ki imajo le malo povezave z angleščino v Wildeovem stilu.« Pojavila se je tudi v kritično neuspešnem najstniškem filmu z naslovom Popolen učinek in v stranski vlogi poleg Topherja Gracea in Dennisa Quaida v bolje ocenjenem filmu V dobri družbi. Njen nastop v južni drami, Ljubezenska pesem za Bobbyja Longa ji je prislužil že tretjo nominacijo za Zlati globus v kategoriji za »najboljšo igralko v dramskem filmu«. Dobila je vlogo v filmu Misija nemogoče 3, vendar naj bi jo zavrnila zaradi konfliktov z zvezdo filma, Tomom Cruiseom, kar pa sta v javnosti zanikala oba. V filmu jo je nadomestila Keri Russell.

### 2005–2007
V juliju leta 2005 je Scarlett Johansson nastopila z Ewanom McGregorjem v znanstveno fantastičnem filmu Michaela Bayja z naslovom Otok. V filmu je igrala Sarah Jordan in njen klon, Jordan Two Delta. Film je zaslužil zelo veliko denarja, hkrati pa je prejel mešane ocene s strani kritikov. V kontrastu je bila njena vloga Nole, ameriške igralke, s katero je obseden Chris (Jonathan Rhys-Meyers) v drami Woodyja Allena, Zadnji udarec, ocenjena bolje. Revija New York Times je napisala: »Gdč. Johansson in g. Rhys-Meyers sestavljata nekaj najboljšega igranja, ki mu v filmih Woodyja Allena nismo bili priča že dolgo časa, vendar jima uhaja čustven odklop.« Mick LaSalle, ki piše za San Francisco Chronicle, je napisal, da je Scarlett Johansson »neke vrste 'elektrarna' že od samega začetka svoje kariere,« ter da je bil njen nastop v tem filmu »naravnost presenetljiv.« Scarlett Johansson je prejela že svojo četrto nominacijo za nagrado Zlati globus, hkrati pa si je s tem filmom prislužila tudi nominacijo za nagrado Chicago Film Critics Association in sicer v kategoriji za »najboljšo stransko igralko«.
Ponovno se je v filmu Woodyja Allena leta 2006, ko je poleg Hugha Jackmana igrala v filmu Scoop. Med tem, ko je film užival v velikem zaslužku, je prejemal povprečne ocene s strani kritikov. Revija New York Times je film označila za »ne posebno smešnega, a vseeno nenavadno privlačnega«, ter ga primerjal s filmom The Thin Man, za katerega je napisal: »Johanssonova zagotovo ni nekakšna Myrna Loy«, njen »nastop je vsepovsod … vendar na koncu deluje šele v tem filmu. G. Allen se zdi srečen že samo ob gledanju njenega nastopa, tako kot mi.« Revija New York je napisala: »Johanessonova nima naravnega vzgona za igranje takšnih vlog, kot je na primer Nancy Drew« ampak »je dovolj pametna, da ve, kaj potrebuje (kot mlajša Diane Keaton), da se zbudi.« Revija USA Today je kritizirala »njeno dostavo Allenesqueove črte« kot »nerodno« in »včasih se zdi, da ima čez glavo igranja v sodelovanju z Allenom.« V istem letu se je Scarlett Johansson pojavila v filmu Briana De Palme z naslovom Črna dalija, ki so ga snemali v Los Angelesu in Bolgariji. Kasneje je Scarlett povedala, da je bila velika oboževalka režiserja De Palme in da si je zelo želela delati na filmu z njim, kljub temu, da se ji je zdelo, da je »psihično neprimerna« za vlogo. Njen nastop so ocenili z mešanimi ocenami. Spletna stran CNN.com je napisala, da je Scarlett Johansson »različnih občutkov,« revija Kalamazoo Gazette pa je napisala, da je Johanssonova »napačna za to igralsko zasedbo.«
Za tem se je Scarlett Johansson leta 2006 pojavila v trilerju Christopherja Nolana z naslovom Skrivnostna sled v stranski vlogi, kjer sta med drugim igrala tudi Hugh Jackman in Christian Bale. Nolan, ki je Johanssonovo opisal kot »dvoumno … vendar zaščitene kakovosti«, je dejal, da je bil »zelo rezek,« glede tega, komu dati vlogo. Johanssonova pa je dejala, da je sodelovanje z Nolanom »naravnost oboževala,« saj je bil »presenetljivo osredotočen, usmerjen in odgovoren, zares odgovoren glede nastopov v vsakem pogledu.« Film je prejel dobre ocene in zaslužil veliko denarja, priporočila pa ga je tudi revija Los Angeles Times kot »odraslo, izzivalno delo.« Tudi v letu 2006 je Scarlett Johansson igrala v kratkem filmu, ki ga je režiral Bennett Miller in naj bi izšel za promocijo albuma Boba Dylana, Modern Times.
Leta 2007 je Scarlett Johansson dobila vlogo v filmu Varuškin dnevnik poleg Laure Linney. Film je bil tako dobičkonosen, kot tudi kritično uspešen. Ocene, ki jih je Scarlett dobila za svoj nastop v filmu, so bile mešane: revija Variety je napisala, da bi bila »dobra junakinja esejev,« med tem ko je revija The New Yorker kritizirala njen izgled, ki naj bi bil »zgolj zmeden,« ko poskuša »dati material uresničljivosti svojemu čustvenemu centru.« V svoji oceni filma je kritik za revijo San Francisco Chronicle, Mick LaSalle dejal: »Nekaj bolečega je ob gledanju Scarlett Johansson, ki izgleda, kot da nikoli ne bi imela neodločenega trenutka v svojem življenju ob boju, ki se zdi neučinkovit.«

### 2008 - danes
Z letom 2008 je Scarlett Johansson doživela preobrat s strani ocen kritikov, ki ocenjujejo njene nastope. Poleg igralcev Natalie Portman in Erica Bane je igrala v filmu Druga sestra Boleyn, ki je v glavnem prejemal mešane ocene s strani kritikov. Kritik za revijo Rolling Stone, Pete Travers je film kritiziral zaradi »zgrešenega pogleda na to, kdo je dober in kdo slab,« vendar je pohvalil tako Johanssonovo kot Portmanovo z besedami: »Natalie Portman in Scarlett Johansson je Boleynovi sestri uspelo upodobiti kot pametni in hkrati tudi duhoviti ter privlačni, kar je težko postaviti v čas šestnajsega stoletja.« Revija Variety je igralsko zasedbo filma opisala kot »skorajda brezhibno … na vrhu te igre,« ter navedla, da je »tiha Mary Scarlett Johansson … kot slika čustvenega centra, njena ljubezenska zgodba s konfliktom monarha obuja le prave občutke.«
Tretji film, posnet v sodelovanju z Woodyjem Allenom, film Ljubezen v Barceloni, je snemala v Španiji. V njem sta igrala tudi Javier Bardem in Penélope Cruz. Film je bil eden izmed najbolj dobičkonosnih filmov Woodyja Allena, pojavil pa se je tudi na vrhu mnogih seznamov po uspešnosti filmov leta 2008. Film je v glavnem prejemal pozitivne kritike, njena sodelavka Penélope Cruz pa si je s filmom prislužila številne nagrade, vključno z Oskarjem za najboljšo stransko igralko. Scarlett Johansson je bila opisana kot »odprta in voljna«, dejali pa so tudi, da »služi kot lep kontrast k ostalim igralcem.«
Scarlett Johansson je imela manjšo stransko vlogo kot Silken Floss, zaveznica podjetja The Octopus Samuela L. Jacksona v komični filmski upodobitvi Franka Millerja, The Spirit. Film so opisali kot »film dobrega izgleda z nerodnim ravnovesjem celuloze in samozavedanja« ter kot »stil brez snovi, stil vrtenja v nesmiselnost,« film sam pa je dobil bolj borne ocene s strani kritikov.
Leta 2009 je Scarlett Johansson dobila vlogo Anne, učiteljice joge v filmu Mu pač ni do tebe poleg igralcev, kot so Jennifer Aniston, Jennifer Connelly, Bradley Cooper, Drew Barrymore, Justin Long, Ben Affleck, Ginnifer Goodwin in Kevin Connolly. Film je zaslužil veliko denarja, vendar prejel v glavnem negativne ocene s strani kritikov. Revija San Francisco Chronicle je film opisal kot »nikoli slab, ampak nikoli dober«, o Scarlett Johansson pa je napisal, da je »postala spretna igralka v komedijah«. Revija Los Angeles Times je film označila za »neromantično romantično komedijo« ter navedla, da ima prizor, v katerem se Scarlett Johansson pojavi v družbi Jennifer Connelly in Bradleyja Cooperja »več mesa, kot ostali« in da je to »eden izmed boljših [prizorov]«. Revija Baltimore Sun je film kritizirala zaradi »pomanjkljive spontanosti, med tem, ko igralci poskušajo ostati resni,« vendar je pohvalil Scarlett, saj »se vidi, da ne potrebuje Woodyja Allena za to, da je smešna.«
Marca 2009 je Scarlett Johansson podpisala pogodbo za igranje Black Widow v filmu Iron Man 2, potem ko so Emily Blunt prisilili k temu, da je opustila vlogo. Film, ki je izšel maja 2010, je režiral Jon Favreau, v njem pa igrajo tudi Robert Downey, Jr., Gwyneth Paltrow, Don Cheadle, Mickey Rourke, Samuel L. Jackson in Sam Rockwell. Po pojavu na prireditvi Comic-Con v San Diegu, Kalifornija 26. julija 2009, se je Johanssonova šalila o avdiciji za film, saj naj bi zajemala »nekaj ovinkov,« Favreau pa je njen nastop opisal kot: »Vse pretepanje in elektronika je njeno delo. Za ta film je delala zelo trdo in to se pokaže tudi na ekranu.«
Leta 2009 se je Scarlett Johansson kot Catherine pojavila v Broadwayski dramatični gledališki igri z naslovom A View From the Bridge, ki jo je napisal Arthur Miller, režiral pa Gregory Mosher. Poleg nje je igral tudi Liev Schreiber.
Scarlett Johansson se je pojavila na kampanji za znamke Calvin Klein, L'Oreal in Louis Vuitton. Na prireditvi Metropolitan Museum of Art se je zgodaj leta 2009 pojavila z Domenicom Dolcem in Stefanom Gabbano, kjer je oznanila, da je novi obraz kolekcije ličil Dolce and Gabbana. Da bi promovirala linijo, se je 31. julija 2009 osebno pojavila v trgovini Selfridges v Londonu.

## Glasbena kariera
Leta 2005 je Scarlett Johansson dobila vlogo Marie v igri Andrewa Lloyda Webberja iz teatra West End, in sicer v gledališki igri Moje pesmi, moje sanje, kljub temu pa je vloga na koncu prešla k novinki Connie Fisher potem, ko je slednja zmagala na BBC-jevi oddaji How Do You Solve a Problem Like Maria?. Scarlett Johansson je zapela pesem »Summertime« iz glasbenega albuma Unexpected Dreams - Songs from the Stars, neprofitnega albuma, kjer so peli Hollywoodski igralci. Album je izšel 8. maja 2006. Za oddajo Coachella Reunion Show je aprila 2007 v Indiu, Kalifornija nastopila z The Jesus And Mary Chain.
Leta 2007 je igrala glavno žensko vlogo v videospotu za pesem Justina Timberlakea, »What Goes Around.../...Comes Around,« ki je bila avgusta tistega leta nominirana za videospot leta na podelitvi nagrad MTV Video Music Awards. Videospot je sprožil govorice o domnevni romanci med Timberlakeom in Johanssonovo.
V poletju leta 2007 je Scarlett Johansson preživela mesec dni v Mauriceu, Louisiana, kjer je snemala album v studiu Dockside Studio, v podeželnem kompleksu. Album, ki je vseboval eno originalno pesem in deset verzij pesmi Toma Waitsa, je produciral Dave Sitek iz TV on the Radio, v njem pa so peli tudi David Bowie, člani glasbene skupine Yeah Yeah Yeahs in banda Celebration. Album je izšel 20. maja 2008 in nosil naslov Anywhere I Lay My Head. Ocene albuma so bile s strani kritikov mešane. Revija Rolling Stone je napisala: »Njen glas je brez kakšnih posebnosti in včasih zaradi smole celo nestalen. Scarlett Johansson je medla Marylin Monroe, izgubi se v zvočni megli.« V nasprotju od te ocene so nekateri kritiki menili, da je album »presenetljivo dober«, da vsebuje »pogumen ekscentrična izbor«, in da je album »brilijanten« s pridihom »strašljive čarovnije.« Album sam je bil imenovan za »23. najboljši album iz leta 2008« po mnenju revije NME, dosegel prvo mesto na lestvici Top Heatseekers revije Billboard in 126. mesto na lestvici Billboard 200. O svojem albumu je Scarlett Johansson povedala: »Imela sem to zlato priložnost za snemanje, vendar sem menila, da bo album po vsej verjetnosti standardi, saj sama nisem tekstopiska. Sem pevka.« Scarlett Johansson je dejala, da je za snemanje »želela imeti prostor in biti v oddaljenem kraju, kjer bi lahko bili mi sami in nas ne bi skrbelo, da nas bo kdo zmotil.« Scarlett Johansson je v intervjuju povedala tudi, da je pesmi Toma Waitsa začela poslušati, ko je bila stara enajst ali dvanajst let. O Tomu Waitsu je dejala tudi, da so »njegove melodije tako lepe, njegov glas tako raznolik, sama pa sem imela svoj način ukvarjanja s pesmi Toma Waitsa.« V decembru leta 2008 je MTV poročal, da namerava Scarlett Johansson posneti nadaljevanje albuma Anywhere I Lay My Head z albumom glasbe vseh zvrsti, saj je povedala: »Mislim, da to ne zajema vse projekte, ki jih moram narediti. Menim, da sem samo naredila nekaj za svojo prihodnost.«
Leta 2009 je Scarlett Johansson kot soundtrack za film Mu pač ni do tebe posnela pesem Jeffa Buckleyja, »Last Goodbye«. Scarlett Johansson je posnela tudi album s pevcem in tekstopiscem Peteom Yornom, ki je nosil naslov Break Up. Album je izšel 8. septembra 2008, navdihnil pa ga je duet Sergea Gainsbourga z Brigitte Bardot.

## Zasebno življenje
Scarlett Johansson redko govori o svojem zasebnem življenju z novinarji, saj pravi, da »je bolj prijetno, če nihče ne pozna tvojih zadev.« Njen bivši fant in član glasbene skupine, imenovane Steel Train, Jack Antonoff, je napisal pesem, posvečeno njej, ki jo je naslovil kot »Better Love.« Povezana je bila s številnimi znanimi moškimi, kot so Benicio del Toro, Jared Leto, Justin Timberlake in njen sodelavec iz filma Črna dalija, Josh Hartnett, med tem ko je Scarlett Johansson zanikala razmerje z del Torom. Johanssonova in Hartnett sta hodila približno dve leti, dokler se razmerje ni končalo leta 2006. Hartnett je kot razlog za razhod navedel njuni prenatrpani življenji.
S kanadskim igralcem Ryanom Reynoldsom je začela hoditi leta 2007, 5. maja 2008 pa sta potrdila zaroko. 27. septembra 2008 se je par poročil s tihim obredom na otoku Vancouver Island v Tofinu, Britanska Kolumbija. Scarlett Johansson je prej izrazila zaskrbljenost zaradi možnih konfliktov zaradi njunih različnih značajev, kot pojem monogamije. Kakorkoli, povedala je, da v nasprotju s splošnimi prepričanji … nisem promiskuitetna." Dejala je tudi, da »zelo trdo delam«, ko se ji zdi, da bo razmerje »delovalo v monogamnem način«. Scarlett Johansson se dvakrat na leto testira za HIV, kar je komentirala: »To je del tega, da si dostojen človek« in da se ji zdi »naravnost nagnusno, če ljudje tega ne naredijo. To je tako neodgovorno.« 14. decembra 2010 sta se Scarlett in Ryan razšla in 1. julija 2011 sta se dokončno ločila.
Po ločitvi od Ryana je Scarlett za kratek čas hodila s Seanom Pennom. Po njunem razhodu junija 2011 je Scarlett hodila z Natom Naylorjem za leto in pol. Par se je razšel oktobra 2012.
Novembra 2012 je začela Scarlett hoditi s francozom Romainom Dauriacom, ki je lastnik neodvisne oglaševalne agencije. Septembra 2013 je bilo objavljeno, da sta se zaročila. 4. septembra 2014 je njen predstavnik potrdil, da je Scarlett rodila hčerko, Rose Dorothy. Scarlett in Romain sta se poročila 1. oktobra 2014 v Philipsburgu, Montana. Ločila sta se leta 2016.
Scarlett Johansson je kritizirala Hollywood in javnost, ker naj bi promovirala motnje prehranjevanja pri ženskah in nezdrave diete. Dejala je: »Biti ultra-suh sploh ne pomeni biti privlačen! Žensk ne bi smeli prisiliti v to, da gledajo nerealne in nezdrave podobe teles, ki jih promovira javnost.«
Scarlett Johansson je bila označena za sodobni seks simbol in redno se pojavlja na seznamih najprivlačnejših žensk na svetu. Leta 2006 se je gola pojavila na naslovnici marčevskega izida revije Vanity Fair poleg igralke Keire Knightley in modnega oblikovalca Toma Forda. Revija Maxim jo je leta 2006 imenovala za šesto najprivlačnejšo žensko na njihovi lestvici Hot 100 Issue; za tretjo leta 2007; in za drugo leta 2008. Novembra 2006 je bila imenovana za »najbolj privlačno živečo žensko« s strani revije Esquire. Februarja 2007 jo je revija Playboy imenovala za »najprivlačnejšo slavno osebnost leta«. Med snemanjem filma Zadnji udarec je Woody Allen Scarlett Johansson opisal kot »zelo privlačno,« hkrati pa dejal, da je odkril, da je »zelo težko biti duhovit ob privlačni, lepi, mladi ženski, ki je še bolj duhovita od tebe.«
Glede na verska prepričanja je Scarlett Johansson sebe opisala kot judinjo, ko je govorila o Woodyju Allenu. Dejala je: »Naravnost obožujem Woodyja. Imava tako veliko skupnega: oba sva juda iz New Yorka, ki imata zelo lahkotna razmerja.« Praznuje »malo obojega,« božič in hanuko. Pravi, da pa ji ni všeč, če se slavna osebnost zahvali Bogu ali Jezusu v svojih zahvalnih govorih.
Scarlett Johansson je globalna administratorka agencije Oxfam. Marca 2008 ji je britanski temelji ponudnik plačal 20,000 £ preko spletne strani eBay, da bi koristil organizaciji Oxfam, s čimer si je prislužil zastonj obisk frizerskega in kozmetičnega salona, par vstopnic in obisk premiere filma Mu pač ni do tebe s Scarlett Johansson. Leta 2021 je napovedala ustanovitev svojega podjetja, ki bo izdelovalo ličila in kozmetiko.
Oktobra 2020 se je poročila z igralcem Romainom Dauriacom s katerim bosta kmalu dobila otroka. Svojo nosečnost je Scarlett navkljub veliki promociji Črne vdove dobro skrivala.

### Politično zagovorništvo
Scarlett Johansson je članica demokratične stranke in je promovirala za politike, kot je John Kerry v volitvah leta 2004. O predsedniku Georgeu W. Bushu je dejala: »Sem razočarana. Mislim, da je razočaral velik odstotek prebivalstva.« Scarlett Johansson je promovirala Baracka Obamo, vključno s pojavom v Iowi 2. januarja leta 2008, kjer so bila njena prizadevanja usmerjena v manjše skupine mlajših volivcev in pojavom na Cornell College. Pojavila se je tudi v srednji šoli Central High School v St. Paulu in v Minnesoti na Super Tuesday. Leta 2008 se je pojavila v videospotu za glasbeno skupino Black Eyed Peas in sicer za pesem Will.i.ama, »Yes We Can«, ki ga je režiral Jesse Dylan, pesem samo pa je navdihnil govor Baracka Obame na prireditvi 2008 New Hampshire primary. Poleg svojega političnega zagovarjanja, Scarlett Johansson sodeluje tudi v družbenem zagovarjanja kot del kampanje za boj proti revščini, ONE, ki jo je organiziral Bono, glavni pevec skupine U2.

## Filmografija
| Leto | Naslov                             | Vloga                          | Opombe |
| ---- | ---------------------------------- | ------------------------------ | --- |
| 1994 | North                              | Laura Nelson                   | |
| 1995 | Utemeljeni sum                     | Kate Armstrong                 | |
| 1996 | Mladoletnici na begu               | Amanda                         | Omejena izdaja Nominirana — Independent Spirit Award za najboljšo glavno žensko vlogo |
| 1996 | If Lucy Fell                       | Emily                          | |
| 1997 | Sam doma 3                         | Molly Pruitt                   | |
| 1997 | Fall                               | Majhna punčka                  | |
| 1998 | Šepetati konjem                    | Grace MacLean                  | Nominirana — Chicago Film Critics Association Award za najbolj obetavnega novinca |
| 1999 | My Brother the Pig                 | Kathy Caldwell                 | |
| 2001 | Mož, ki ga ni bilo                 | Rachael 'Birdy' Abundas        | |
| 2001 | Svet duhov                         | Rebecca                        | Chlotrudis Award za najboljšo stransko igralko Toronto Film Critics Association Award za najboljšo stransko igralko Nominirana — Online Film Critics Society Award za najboljšo stransko igralko |
| 2001 | Ameriška rapsodija                 | Zsuzsi/Suzanne Sandor (15 let) | |
| 2002 | Pajki napadajo                     | Ashley Parker                  | |
| 2003 | Zgubljeno s prevodom               | Charlotte                      | BAFTA Award za najboljšo glavno igralko Boston Society of Film Critics Award za najboljšo igralko Nominirana — Broadcast Film Critics Association Award za najboljšo stransko igralko Nominirana — Chicago Film Critics Association Award za najboljšo igralko Nominirana — Chlotrudis Award za najboljšo igralko Nominirana — Zlati globus za najboljšo igralko v muzikalu ali komičnem filmu Nominirana — Irish Film & Television Award za najboljšo mednarodno igralko Nominirana — Online Film Critics Society Award za najboljšo igralko Nominirana — Phoenix Film Critics Society Award za najboljšo igralko Nominirana — Satellite Award za najboljšega igralca v muzikalu ali komičnem filmu |
| 2003 | Dekle z bisernim uhanom            | Griet                          | Nominirana — BAFTA Award za najboljšo glavno igralko Nominirana — British Independent Film Award za najboljšo igralko Nominirana — Zlati globus za najboljšo igralko v dramskem filmu Nominirana — London Film Critics Circle Award za najboljšo igralko Nominirana — Phoenix Film Critics Society Award za najboljšo igralko |
| 2004 | Ljubezenska pesem za Bobbyja Longa | Pursy Will                     | Omejena izdaja Nominirana — Zlati globus za najboljšo igralko v dramskem filmu |
| 2004 | Zapeljivka                         | Meg Windermere                 | Omejena izdaja |
| 2004 | Spužvak Robi kvadrohlač            | Mindy                          | Samo glas |
| 2004 | Popoln učinek                      | Francesca Curtis               | |
| 2004 | V dobri družbi                     | Alex Foreman                   | |
| 2005 | Otok                               | Jordan Two Delta/Sarah Jordan  | |
| 2005 | Zadnji udarec                      | Nola Rice                      | Nominirana — Chicago Film Critics Association Award za najboljšo stransko igralko Nominirana — Zlati globus za najboljšo stransko igralko v filmu |
| 2006 | Scoop                              | Sondra Pransky                 | |
| 2006 | Črna dalija                        | Katherine 'Kay' Lake           | |
| 2006 | Skrivnostna sled                   | Olivia Wenscombe               | |
| 2007 | Varuškin dnevnik                   | Annie Braddock                 | |
| 2008 | Druga sestra Boleyn                | Mary Boleyn                    | |
| 2008 | Ljubezen v Barceloni               | Cristina                       | |
| 2008 | The Spirit                         | Silken Floss                   | |
| 2009 | Mu pač ni do tebe                  | Anna                           | |
| 2010 | Iron Man 2                         | Natasha Romanoff / Black Widow | |
| 2011 | Kupili smo živalski vrt            | Kelly Foster                   | |
| 2012 | Maščevalci                         | Natasha Romanoff / Črna vdova  | |
| 2012 | Hitchcock                          | Janet Leigh                    | |
| 2013 | Don Jon                            | Barbara Sugarman               | |
| 2013 | Under the skin                     | Laura                          | |
| 2013 | Ona                                | Samantha (glas)                | |
| 2014 | Stotnik Amerika: Zimski vojak      | Natasha Romanoff / Črna vdova  | |
| 2014 | Šef                                | Molly                          | |
| 2014 | Lucy                               | Lucy                           | |
| 2015 | Maščevalci: Ultronova doba         | Natasha Romanoff / Črna vdova  | |
| 2016 | Hail, Caesar!                      |                                | Post-produkcija |
| 2016 | The Jungle Book                    | Kaa (glas)                     | V snemanju |
| 2016 | Stotnik Amerika: Civilna vojna     | Natasha Romanoff / Črna vdova  | V snemanju |

## Diskografija
- 2008 - Anywhere I Lay My Head
- 2009 - Break Up (skupaj s Peteom Yornom)

## Nagrade in nominacije
- 1996 — Independent Spirit Award za najboljšo glavno žensko vlogo (za film Mladoletnici na begu) - nominirana
- 1998 - Chicago Film Critics Association Award za najbolj obetavnega novinca (za film Šepetati konjem) - nominirana
- 2001 - Chlotrudis Award za najboljšo stransko igralko (za film Svet duhov) - dobila
- 2001 - Toronto Film Critics Association Award za najboljšo stransko igralko (za film Svet duhov) - dobila
- 2001 — Online Film Critics Society Award za najboljšo stransko igralko (za film Svet duhov) - nominirana
- 2003 - BAFTA Award za najboljšo glavno igralko (za film Zgubljeno s prevodom) - dobila
- 2003 - Boston Society of Film Critics Award za najboljšo igralko (za film Zgubljeno s prevodom) - dobila
- 2003 — Broadcast Film Critics Association Award za najboljšo stransko igralko (za film Zgubljeno s prevodom) - nominirana
- 2003 — Chicago Film Critics Association Award za najboljšo igralko (za film Zgubljeno s prevodom) - nominirana
- 2003 — Chlotrudis Award za najboljšo igralko (za film Zgubljeno s prevodom) - nominirana
- 2003 — Zlati globus za najboljšo igralko v muzikalu ali komičnem filmu (za film Zgubljeno s prevodom) - nominirana
- 2003 — Irish Film & Television Award za najboljšo mednarodno igralko (za film Zgubljeno s prevodom) - nominirana
- 2003 — Online Film Critics Society Award za najboljšo igralko (za film Zgubljeno s prevodom) - nominirana
- 2003 — Phoenix Film Critics Society Award za najboljšo igralko (za film Zgubljeno s prevodom) - nominirana
- 2003 — Satellite Award za najboljšega igralca v muzikalu ali komičnem filmu (za film Zgubljeno s prevodom) - nominirana
- 2003 — BAFTA Award za najboljšo glavno igralko (za film Dekle z bisernim uhanom) - nominirana
- 2003 — British Independent Film Award za najboljšo igralko (za film Dekle z bisernim uhanom) - nominirana
- 2003 — Zlati globus za najboljšo igralko v dramskem filmu (za film Dekle z bisernim uhanom) - nominirana
- 2003 — London Film Critics Circle Award za najboljšo igralko (za film Dekle z bisernim uhanom) - nominirana
- 2003 — Phoenix Film Critics Society Award za najboljšo igralko (za film Dekle z bisernim uhanom) - nominirana
- 2004 - Zlati globus za najboljšo igralko v dramskem filmu (za film Ljubezenska pesem za Bobbyja Longa) - nominirana
- 2005 - Chicago Film Critics Association Award za najboljšo stransko igralko (za film Zadnji udarec) - nominirana
- 2005 - Zlati globus za najboljšo stransko igralko v filmu (za film Zadnji udarec) - nominirana